# Philipp Peter Roos

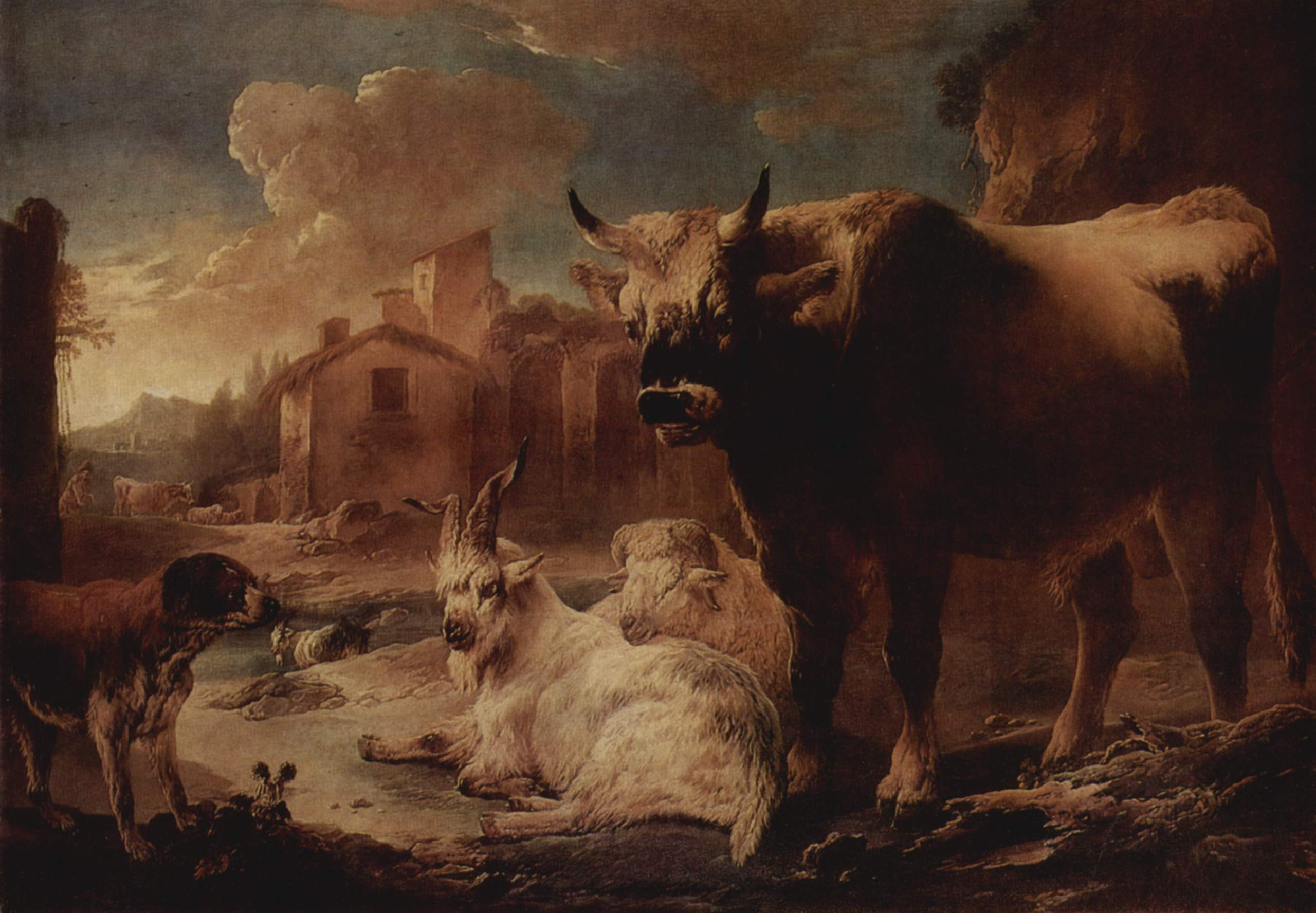
Paisaje con rebaño Museo del Hermitage, San Petersburgo.

Philipp Peter Roos, llamado Rosa de Tívoli (Sankt Goar, 30 de agosto de 1657- Roma, 17 de enero de 1706) fue un pintor alemán perteneciente a una familia de pintores y grabadores que durante cinco generaciones pintaron animales, paisajes y retratos en Alemania, Países Bajos, Italia y Austria, y cuyo fundador fue Johann Heinrich Roos (1631 - 1685), que con sus idilios pastorales introdujo el estilo barroco del paisaje y de los animales en Alemania.

## Biografía

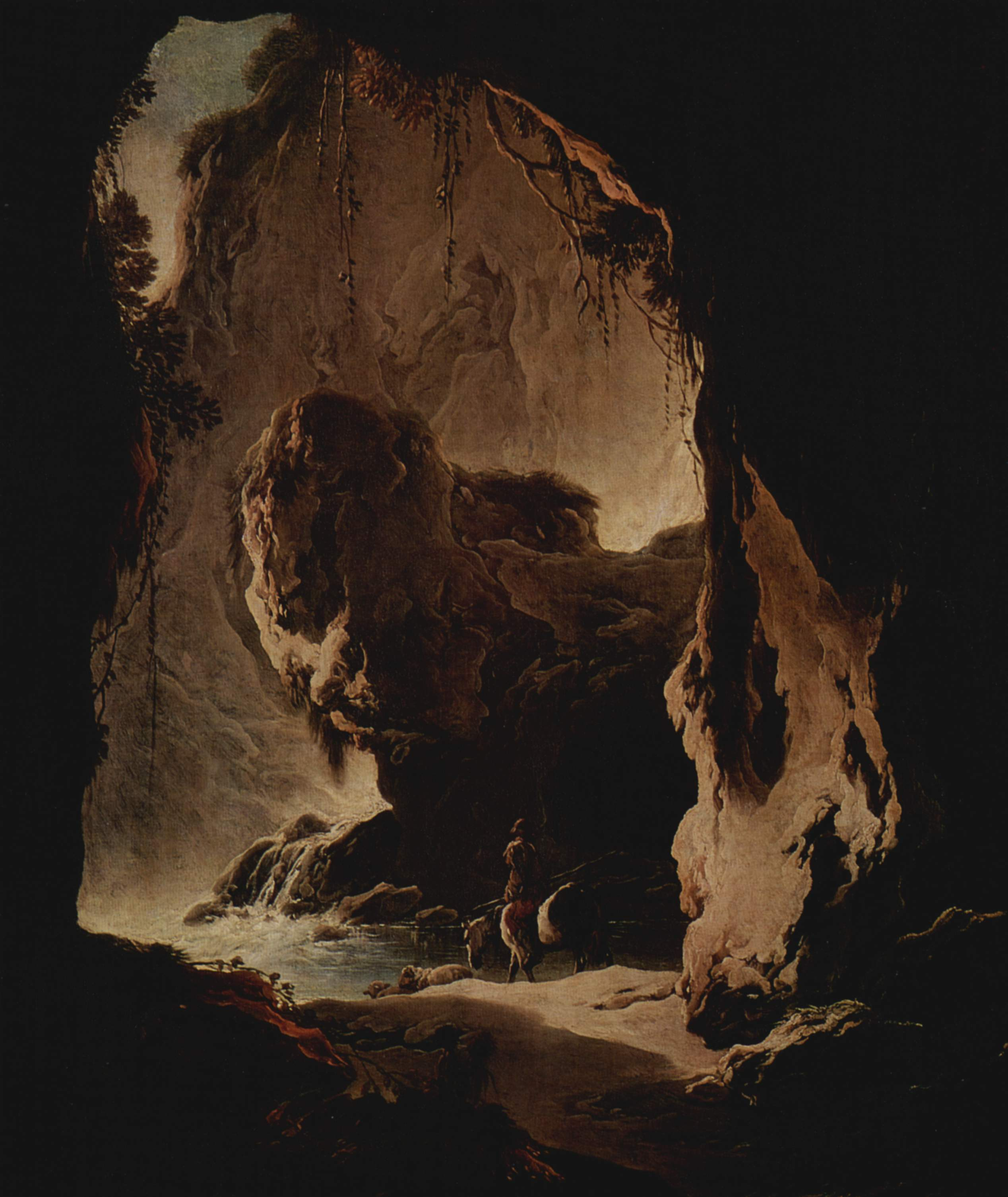
Paisaje con gruta Museo del Hermitage, San Petersburgo.

Philipp Peter Roos fue el hijo de Johann Heinrich y hermano de Johann Melchior Roos (1663 - 1731). Nació en 1657 en Sankt Goar y murió en Roma en 1706.
Sus primeros estudios de pintura los realizó con su padre. Fue a Italia en 1677 con una beca del landgrave de Hesse. En Roma estudió con Giacinto Brandi (1621 - 1691), con cuya hija, María Isabel, se casó en 1681, después de adoptar la fe católica. Entre 1684-5 se compró una casa cerca de Tívoli, que dio origen a su sobrenombre de 'Rosa da Tívoli’. Desde 1691, al parecer vivió sobre todo en Roma.

## Obra

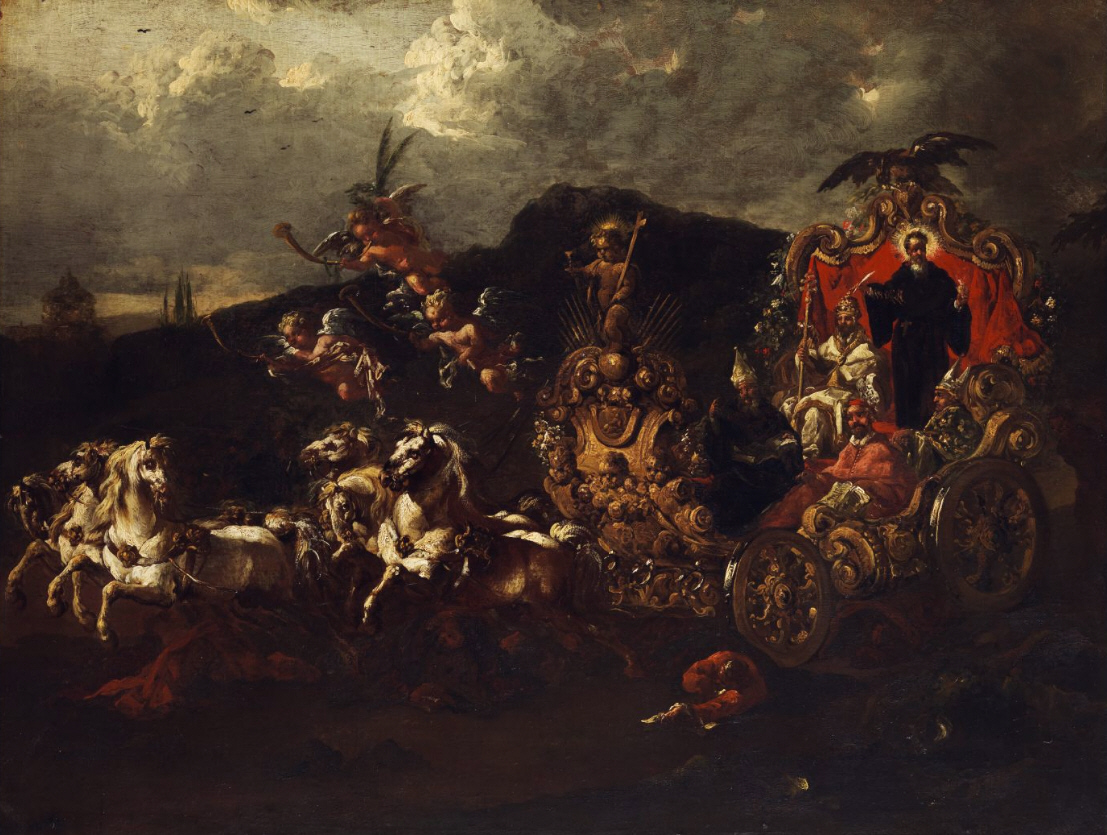
Triunfo de los padres de la Iglesia colección privada.

Roos fue un miembro de la Schildersbent, que le dio el sobrenombre de "Mercurio", debido a la rapidez con la que pintaba. Aparte de un "Autorretrato" (sobre 1695 - 1700, Galería Uffizi, Florencia), pintó exclusivamente animales domésticos con sus pastores en la campiña romana. Los animales dominan el primer plano, dejando sólo pequeños atisbos a través del paisaje bajo un cielo oscuro. Roos aplicó su pintura en empastes. Los brillantes cuerpos de los animales parecen surgir de la oscuridad. En la década de 1680 Roos solía describir a pequeños grupos de animales - ovejas, cabras, a menudo encabezadas por un macho cabrío con cuernos retorcidos. Los pastores están echados en un lado con toscos vestidos, estrechamente vinculados a los animales. A lo lejos, valles con acantilados muy escarpados se alternan bajo diferentes tonos de luz amarillo-marrón; las lejanas montañas se disciernen en tonos de azul claro.
Realmente sus cuadros se caracterizan por una audacia espectral, sombría, salvaje y atrevido. Sus últimos trabajos dieron más importancia al paisaje, revelando la topografía dramática con colores vivos y una emoción fuerte.

### Lista de cuadros
- Museo de Bellas Artes del Palacio Fesch, Ajaccio:
  - Animales domésticos y la caza del puercoespín óleo sobre lienzo.
  - Cazadores con jabalí, perros y garza óleo sobre lienzo.
  - Naturaleza muerta de caza óleo sobre lienzo.
  - Orfeo atrayendo a las aves con la música de su instrumento óleo sobre lienzo.
  - Varios animales de caza y cazador óleo sobre lienzo.

- Museo de Bellas Artes, Arrás:
  - Pastor y ovejas junto a un pozo óleo sobre lienzo.

- Museo de Bellas Artes, Boston:
  - Paisaje con cabras y cabrero óleo sobre lienzo.

- Museo de Brou, Bourg-en-Bresse:
  - Paisaje o Paisaje con pastor y su rebaño óleo sobre lienzo.
  - Dos pastores con sus rebaños óleo sobre lienzo.

- Museo Herzog Anton Ulrich, Brunswick:
  - Cabra de montaña y cordero óleo sobre lienzo.
  - Cabra y cabrito óleo sobre lienzo.
  - Paisaje con animales óleo sobre lienzo.
  - Paisaje italiano con mula echada óleo sobre lienzo.
  - Paisaje italiano con un caballo óleo sobre lienzo.

- Museo de Bellas Artes, Burdeos:
  - Cabras y moruecos óleo sobre lienzo.

- Museo de Bellas Artes, Caen:
  - Paisaje pastoral: pastor, cabras y vacas óleo sobre lienzo.

- Museos de Arte de Harvard, Cambridge:
  - Paisaje con ovejas óleo sobre lienzo.

- Museo Nacional Magnin, Dijon:
  - Caballo, cabras y ovejas óleo sobre lienzo.

- Museo de Bellas Artes, Dole:
  - Animales óleo sobre lienzo.

- Museo de la Cartuja, Douai:
  - Paisaje óleo sobre lienzo.

- Galería de Pinturas de los Maestros Antiguos, Dresde:
  - Pastor descansando con su rebaño óleo sobre lienzo, 1680.
  - Noé tras el diluvio ante Jehová óleo sobre lienzo.
  - Rebaño en una montaña con ruinas óleo sobre lienzo.

- Galería de Arte McManus, Dundee:
  - Ganado en un paisaje italiano óleo sobre lienzo (posterior a 1670).

- Galería Uffizi, Florencia:
  - Paisaje con ganado óleo sobre lienzo (sobre 1690).
  - Autorretrato (sobre 1695 - 1700).

- Palacio Pitti, Florencia:
  - Paisaje con ganado óleo sobre lienzo.
  - Paisaje con ganado óleo sobre lienzo.
  - Paisaje con ganado y pastor óleo sobre lienzo.
  - Paisaje con pastor óleo sobre lienzo.

- Instituto Städel, Fráncfort del Meno:
  - Cabra y oveja óleo sobre lienzo.

- Museo Palatino Friedenstein, Gotha:
  - Familia de pastores óleo sobre lienzo.
  - Pastor con sus ovejas óleo sobre lienzo.
  - Pastora sentada y su rebaño óleo sobre lienzo.
  - Pastores y rebaños en un paisaje italiano con puente óleo sobre lienzo.

- Museo de Bellas Artes, Granada:
  - Animales marchando emparejados óleo sobre lienzo, (sobre 1680).

- Museo de Grenoble:
  - Paisaje con pastores y animales óleo sobre lienzo.

- Museo Nacional de la Baja Sajonia, Hannover:
  - Paisaje con ruinas óleo sobre lienzo.

- Museo Nacional, Kassel:
  - Ganado con el pastor bebiendo en un arroyo óleo sobre lienzo.
  - Ovejas y cabras con un perro óleo sobre lienzo.
  - Pastor joven con su rebaño en Tívoli óleo sobre lienzo.
  - Pastor viejo y otro joven con rebaño y un perro óleo sobre lienzo.
  - Rebaño de cabras, ovejas y vacas con un caballo en Tivoli óleo sobre lienzo.

- Museo de Tessé, Le Mans:
  - Rebaño de cabras óleo sobre lienzo.
  - Rebaño de ovejas óleo sobre lienzo.

- Palacio de Bellas Artes, Lille:
  - Rebaño óleo sobre lienzo.

- Museo del Prado, Madrid:
  - Orfeo y los animales óleo sobre lienzo.
  - Pastora con cabras y ovejas óleo sobre lienzo.
  - Pastor con ganado óleo sobre lienzo.
  - Rebaño de cabras óleo sobre lienzo.

- Tribunal Superior de Justicia, Madrid:
  - Rebaño de carneros con su pastor óleo sobre lienzo (depósito del Museo del Prado).

- Museo de Bellas Artes, Marsella:
  - Caballos en un abrevadero óleo sobre lienzo.
  - Cabras y carneros óleo sobre lienzo.

- Museo Ingres, Montauban:
  - Caballo, cabras y perros óleo sobre lienzo.
  - Un caballo y otros animales óleo sobre lienzo.

- Museo de Bellas Artes, Nantes:
  - Animales óleo sobre lienzo.
  - Animales cuidados por un pastor óleo sobre lienzo.
  - Rebaño de bueyes óleo sobre lienzo.

- Museo del Castillo y Galería de Arte, Nottingham:
  - Paisaje con pastor, oveja y perro óleo sobre lienzo (sobre 1685)

- Museo Nacional Germano, Núremberg:
  - Pastor y ovejas ante ruinas óleo sobre lienzo.
  - Pastor y rebaño óleo sobre lienzo.

- Embajada española, París:
  - Vacas, ovejas y cabras óleo sobre lienzo.

- Escuela Normal Superior, Pisa:
  - Animales en un paisaje óleo sobre lienzo.
  - Paisaje con pastor descansando óleo sobre lienzo.
  - Paisaje con pastor óleo sobre lienzo.

- Museo de Arte de la Universidad, Princeton:
  - Paisaje óleo sobre lienzo, (1677 - 1706).

- Cámara de Diputados, Roma:
  - Pastor con rebaño óleo sobre lienzo.
  - Pastor con cabras óleo sobre lienzo.

- Museo de Bellas Artes, Rouen:
  - Pastores y rebaños óleo sobre lienzo.

- Museo de Bellas Artes, San Francisco:
  - Pastorcillo con ovejas y cabras óleo sobre lienzo.

- Museo del Hermitage, San Petersburgo:
  - Paisaje con gruta óleo sobre lienzo, (1680 - 1700).
  - Paisaje con rebaño óleo sobre lienzo, (1680 - 1700).
  - Caza del ciervo óleo sobre lienzo, (1692).
  - Paisaje con cascada óleo sobre lienzo.
  - Reunión de jinetes óleo sobre lienzo.

- Galerías y Museos Trust, Sheffield:
  - Paisaje con cabras y ganado óleo sobre lienzo (posterior a 1657).
  - Paisaje con oveja óleo sobre lienzo (posterior a 1657).

- Pinacoteca Vaticana, Ciudad del Vaticano:
  - Cazadores óleo sobre lienzo.

- Museo de Historia del Arte, Viena:
  - Paisaje con ovejas óleo sobre lienzo.
  - Rebaño con pastorcillo óleo sobre lienzo.

- Colección de Arte del Gobierno Británico:
  - Caballo y cabras óleo sobre lienzo.

- Colección privada y localización desconocida:
  - El descanso tras la caza óleo sobre lienzo, (1695-96).
  - Cabra, ovejas y perro descansando en un paisaje óleo sobre lienzo.
  - Cabra y oveja en un paisaje italiano óleo sobre lienzo.
  - Cabras en un paisaje montañoso óleo sobre lienzo.
  - Cabras, ovejas y vacas en un paisaje fluvial idílico óleo sobre lienzo.
  - Cabras y ovejas óleo sobre lienzo.
  - Cabrero en un paisaje óleo sobre lienzo.
  - Campesino con buey y burro óleo sobre lienzo.
  - Ganado en un paisaje montañoso óleo sobre lienzo, (Bonn).
  - Jinete en un paisaje con ruinas óleo sobre lienzo.
  - Paisaje con castillo óleo sobre lienzo.
  - Paisaje con pastores y sus rebaños óleo sobre lienzo.
  - Paisaje italiano con una cabra y una oveja óleo sobre lienzo.
  - Paisaje italiano idílico con pastor, cabras y ovejas óleo sobre lienzo.
  - Paisaje italiano idílico con pastores y ganados óleo sobre lienzo.
  - Paisaje italiano idílico de pastoreo óleo sobre lienzo.
  - Pastor con caballo y rebaño en la campiña romana óleo sobre lienzo.
  - Pastor con cabras óleo sobre lienzo.
  - Pastor con cabras óleo sobre lienzo.
  - Pastor con cabras, ovejas y vacas en un paisaje italiano óleo sobre lienzo.
  - Pastor con ovejas en un paisaje rocoso óleo sobre lienzo.
  - Pastor con ovejas y cabras en un paisaje rocoso óleo sobre lienzo.
  - Pastor con perro y cabra lanuda en un paisaje sureño óleo sobre lienzo.
  - Pastor de ovejas y cabras óleo sobre lienzo.
  - Pastor durmiendo con su rebaño óleo sobre lienzo.
  - Pastor durmiendo entre ovejas y cabras en un paisaje sureño con antiguos monumentos óleo sobre lienzo.
  - Pastor y su ganado en un paisaje óleo sobre lienzo.
  - Pastor y su rebaño en un paisaje óleo sobre lienzo.
  - Triunfo de los padres de la iglesia óleo sobre lienzo.
  - Animales óleo sobre lienzo.

### Lista de dibujos
- Museo Herzog Anton Ulrich, Brunswick:
  - Vista de Ariccia dibujo con tinta diluida sobre papel.

- Museo de Arte de Harvard, Cambridge:
  - Cabeza de carnero dibujo.

- Instituto de Arte Courtauld, Londres:
  - Paisaje con ruinas y un hombre cargando un burro acuarela, carboncillo y tinta sobre papel.

- Museo J. Paul Getty, Los Ángeles:
  - Descendimiento de la cruz dibujo con tinta marrón y gris diluida sobre sanguina (sobre 1696).

- Museo del Louvre, París:
  - Estudio de un rebaño de ovejas con una mula y cabras carboncillo, lápiz y tinta marrón (1698).
  - Paisaje con un águila atacando a dos gallinas lápiz y tinta marrón diluida sobre papel gris-beige.